# Saint-Cyr-sur-Loire
Saint-Cyr-sur-Loire település Franciaországban, Indre-et-Loire megyében. Lakosainak száma 16 766 fő (2022. január 1.).

## Elhelyezkedése
Tours városától északnyugatra, a Loire túlpartján található. Saint-Cyr-sur-Loire Fondettes, La Membrolle-sur-Choisille, Mettray, La Riche és Tours községekkel határos.

## Népesség
A település népessége az elmúlt években az alábbi módon változott:
| Lakosok száma | 11 211 | 14 413 | 15 161 | 16 366 | 16 239 | 15 911 | 15 960 | 16 419 | 16 884 | 16 766 |
|               | 1968   | 1982   | 1990   | 2006   | 2013   | 2015   | 2017   | 2019   | 2020   | 2022   |